# Жан-Батіст Лафонд
Жан-Батіст Лафонд (фр. Jean-Baptiste Lafond; 29 грудня 1961, Бегль) — колишній французький регбіст. Грав за національну збірну Франції на понад 30 матчах.

## Спортивна кар'єра
Дебютував під час матчу Франції проти збірної Австралії, який відбувся у 1983 році в Клермон-Ферран.
Жан-Баптіст брав участь у багатьох турнірах п'яти націй, а також входив до складу збірної Франції, яка виступала у Чемпіонаті світу з регбі 1991.
За час тривання своєї кар'єри був гравцем таких команд, як паризький Рейсінг Клаб де Франс та Стад Франсе. Свій останній гол для Франції, Лафонд забив у 1993 році, коли Франція отримала перемогу над Уельсом. Також його було вибрано до англійської команди Барбаріан.

## Досягнення
Топ 14
- Чемпіон: 1990
- Фіналіст: 1987